# Maggie Wibom

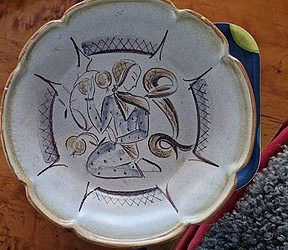
Fruktfat, formgivet av Maggie Wibom för Bo fajans.

Jonny Margareta (Maggie) Wibom, född 21 november 1899 i Gävle, död 20 januari 1961 i Gävle Heliga Trefaldighets församling), var en svensk keramiker och skulptör. 
Wibom studerade vid Högre konstindustriella skolan 1921–1924 och i Danmark 1924 samt som Svenska slöjdföreningens stipendiat i Tyskland, Frankrike och Danmark 1937. Hon anställdes 1925 vid Bobergs fajansfabrik i Gävle och arbetade där till 1933. Hon formgav skålar, serviser och krukor ofta med motiv i relief. 1933–1934 hade hon frilansuppdrag för Gefle Porslinsfabrik med figurer och djur i stengods. 1936 började hon på S:t Eriks Lervarufabriker i Uppsala, men fabriken såldes och lades ned 1937. Hon startade därför den egna verkstaden Stockholms Keramik på Grev Turegatan 9 i Stockholm som hon drev 1938–1950.
Hon utförde även porträttbyster samt några stora väggdekorationer med målade keramikplattor. Separat ställde hon ut på bland annat Svensk hemslöjd i Stockholm 1937 och på Röhsska konstslöjdmuseet i Göteborg ställde hon ut omkring 600 pjäser 1944. Tillsammans med Kjerstin Göransson-Ljungman ställde hon ut på Konstsalong Rålambshof 1942 och hon medverkade i Stockholmsutställningen 1930, Nationalmuseums utställning Nyttokonstnärerna 1949 samt ett flertal internationella konsthantverksutställningar.
Bland hennes offentliga arbeten märks keramikdekorationer för Folkets hus i Gävle, en väggfontän på biograf Aveny i Stockholm samt keramiska reliefer för bordsskivor och väggpannåer, för Staffans kyrka i Gävle utförde hon en liten skulptur föreställande S:t Staffan. Hennes konst består av keramiska nytto- och prydnadsföremål samt glaserade keramikplattor med figurtecknade kompositioner. Wibom är representerad vid bland annat Nationalmuseum, Gävleborgs länsmuseum, Upplandsmuseet, Trondheims museum och Museum of Fine Arts i Boston.